# Marie-Éléonore Godefroid
Pour les articles homonymes, voir Godefroid.
Marie-Éléonore Godefroid, née le 29 juin 1778 à Paris où elle est morte le 9 juin 1849,, est une artiste peintre française.

## Biographie
Elle est la petite-fille des restaurateurs des tableaux du Roi Ferdinand-Joseph Godefroid (mort en 1741) et Marie-Jacob Godefroid (v. 1701-1775) et la fille du peintre Joseph-Ferdinand-François Godefroid.
Elle est devenue professeur d’art et de musique à l’Institut de Saint-Germain de Jeanne Campan, avant de démissionner pour se consacrer entièrement à la peinture. Elle est entrée dans l’atelier du baron Gérard, dont elle fut l’amie et qu’elle a aidé dans ses œuvres. Également élève d’Isabey, elle a peint des portraits à l’huile, à l’aquarelle, au pastel.
Elle a exposé à partir de 1800 un grand nombre de portraits au Louvre : entre autres, le Portrait en pied des enfants du maréchal Ney, en 1810, les Portraits des enfants du duc de Rovigo et de la reine Hortense, en 1812, ceux des enfans du duc d’Orléans, en 1819 et 1822 et ceux du duc d’Orléans et de M. et Mme de Guiche, en 1827. On lui doit également le portrait d’Abd el-Kader, du peintre David, de Jeanne Campan, Germaine de Staël, Talleyrand ou du maréchal de Lauriston. On connaît encore de Godefroid plusieurs portraits qui n’ont pas été exposés, savoir : ceux de Mme d’Oudenarde, de la comtesse Latour-Maubourg, de Rodes, célèbre violon, de Camille Jordan ; ce dernier a été gravé par Mullier, etc.
Elle a peint en outre pour le gouvernement plusieurs copies d’après le baron Gérard, des portraits de Louis XVIII et Charles X. Elle a obtenu plusieurs médailles aux expositions du M. R.[Quoi ?], en 1812 et 1824.
Elle meurt le 9 juin 1849 et est enterrée le surlendemain au cimetière de Montparnasse. Ses restes sont exhumés le 1er février 1869 avec ceux de Mme Lecerf, née Marie Louise Victoire Gérard, décédée en 1853, cousine du baron Gérard  dont celui-ci avait fait le portrait dans les années 1790.

## Œuvres dans des collections publiques
France
- Angers, musée des Beaux-Arts
  - Portrait des enfants de Pierre-Jean David d'Angers, avant 1842, huile sur toile, 121,4 × 97 cm[6].
  - Portrait d'Emilie Maillocheau, 1818-1824, huile sur toile, 56 × 46 cm[7].

- Bordeaux, musée des Beaux-Arts : Bouquet de fleurs et raisins sur une table, 1798, fusain estompé sur papier, 45,3 × 37,5 cm[8].
- Paris 
  - Bibliothèque-musée de la Comédie-Française : Mlle Mars et un autre comédien, huile sur toile, 35 × 23 cm, numéro d'inventaire I 0198[9].
  - Institut de France : Portrait du père d'Honoré de Balzac (Bernard-François Balssa), vers 1826, huile sur toile, 81,5 × 65 cm[10].
  - musée Carnavalet : Portrait de Mademoiselle Mars, actrice à la Comédie française, 1830, dessin, 56,4 × 41,2 cm[11].

Italie
- Milan, Pinacothèque de Brera / musée de La Scala : Portrait d'Elena Viganò, 1841, huile sur toile, 77 × 58 cm[12]

## Galerie

Tableaux de Marie-Éléonore Godefroid
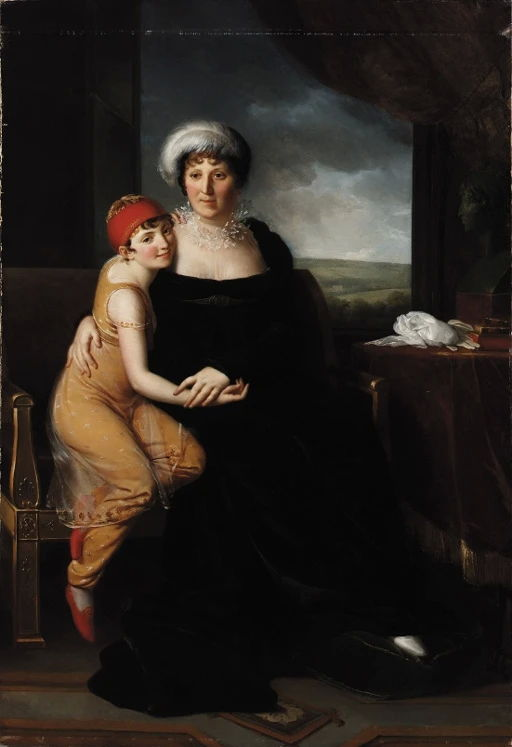
Madame Campan, avec une pupille en costume oriental (Pholoé), 1807.
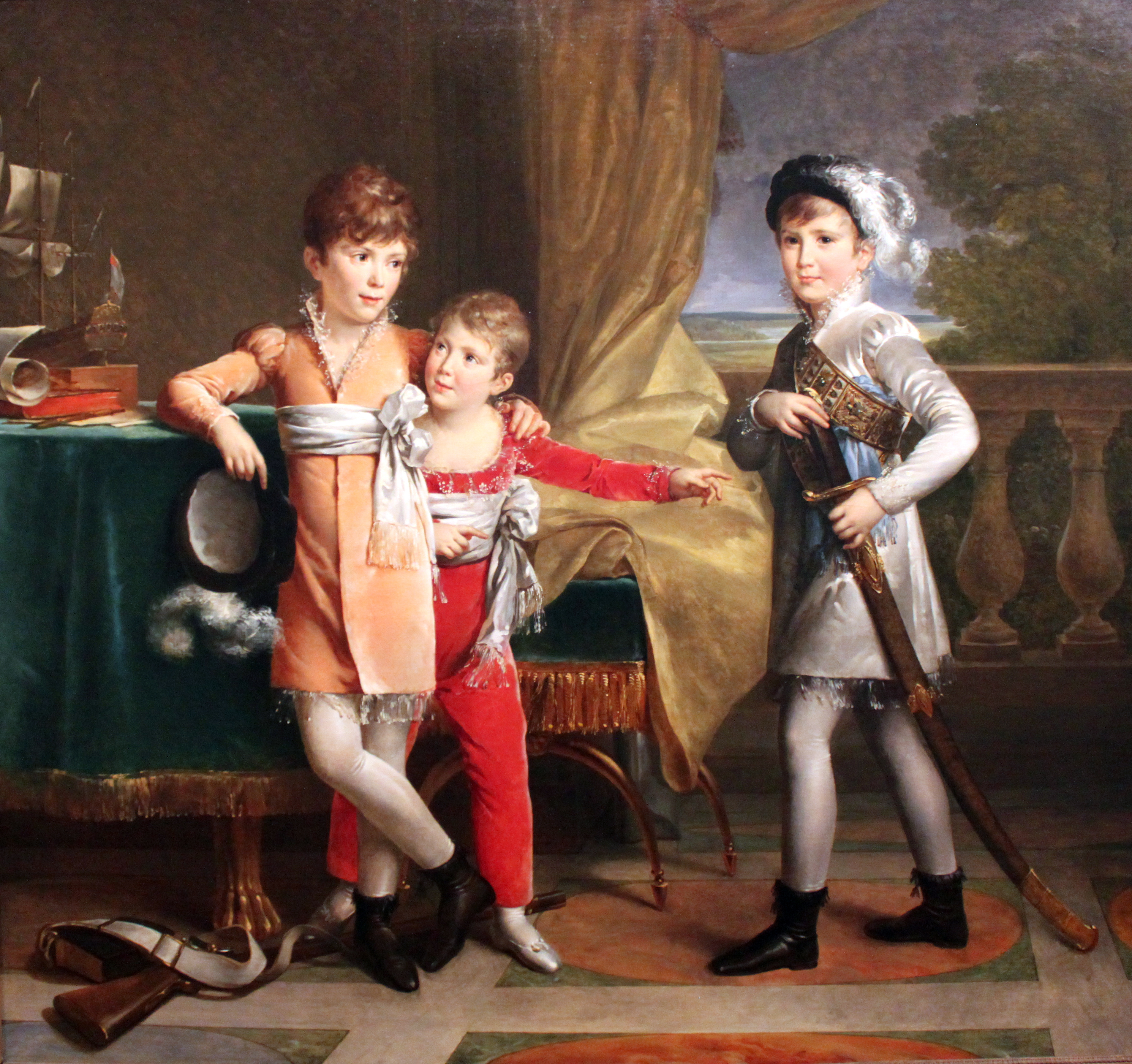
Les Fils du Maréchal Ney, 1810 (Gemäldegalerie (Berlin).
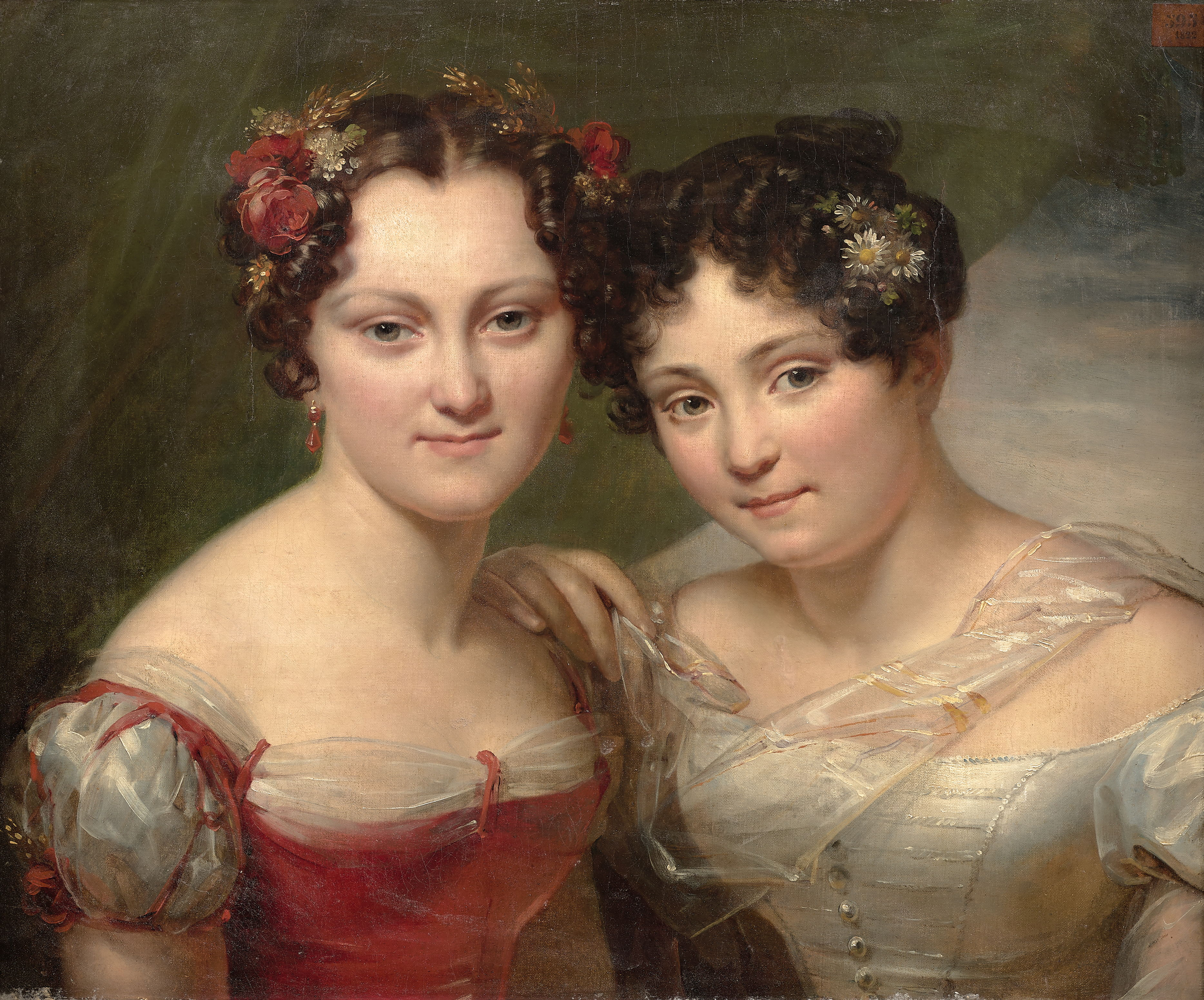
Les sœurs Louise Christine et Louise Emilie Delafontaine, Salon de 1822
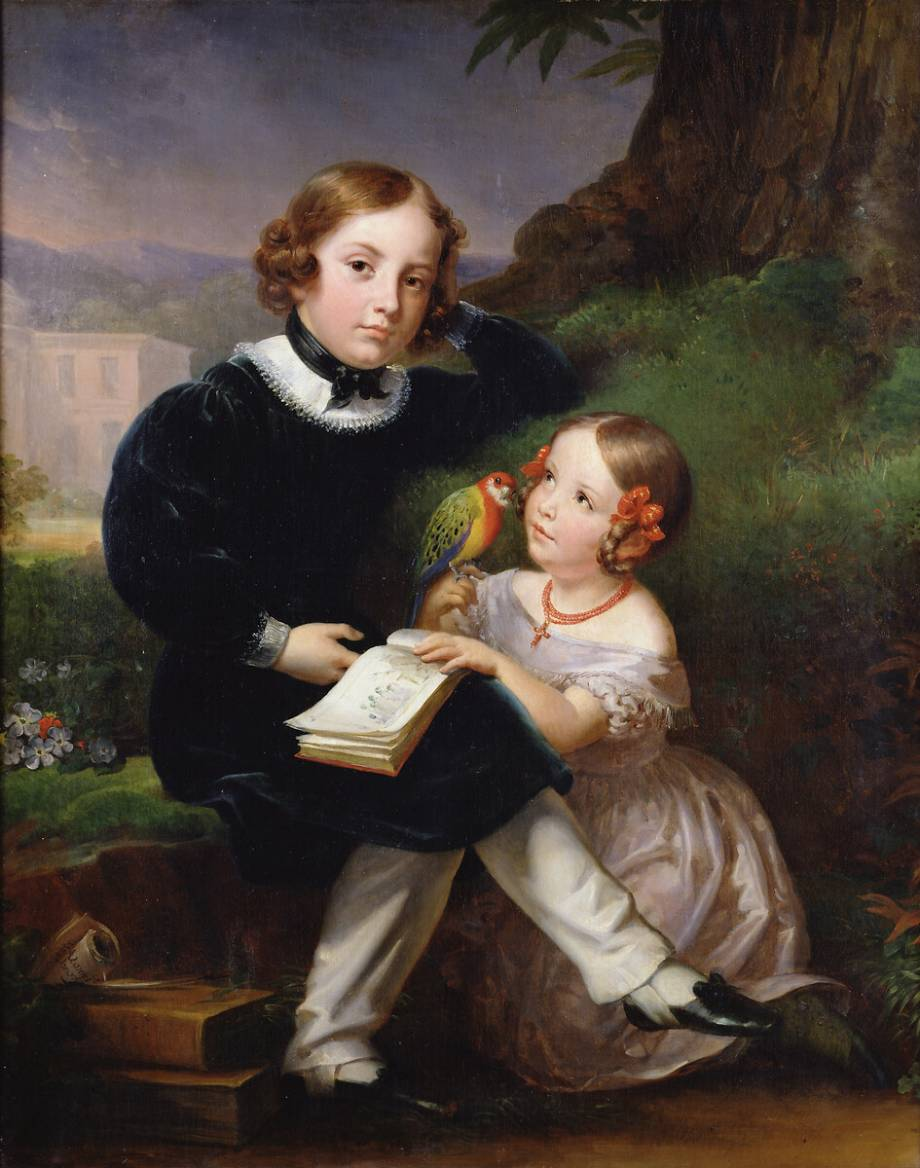
Portrait des enfants de Pierre-Jean David d'Angers, Salon de 1842, musée des Beaux-Arts d'Angers
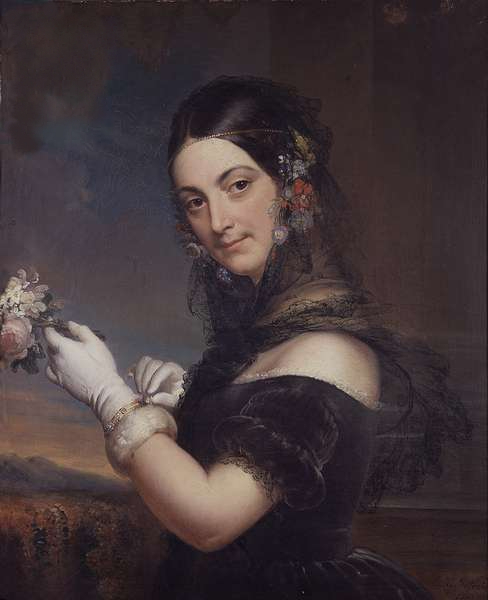
Portrait d'Elena Viganò, 1841 (Milan, Museo Teatrale alla Scala)
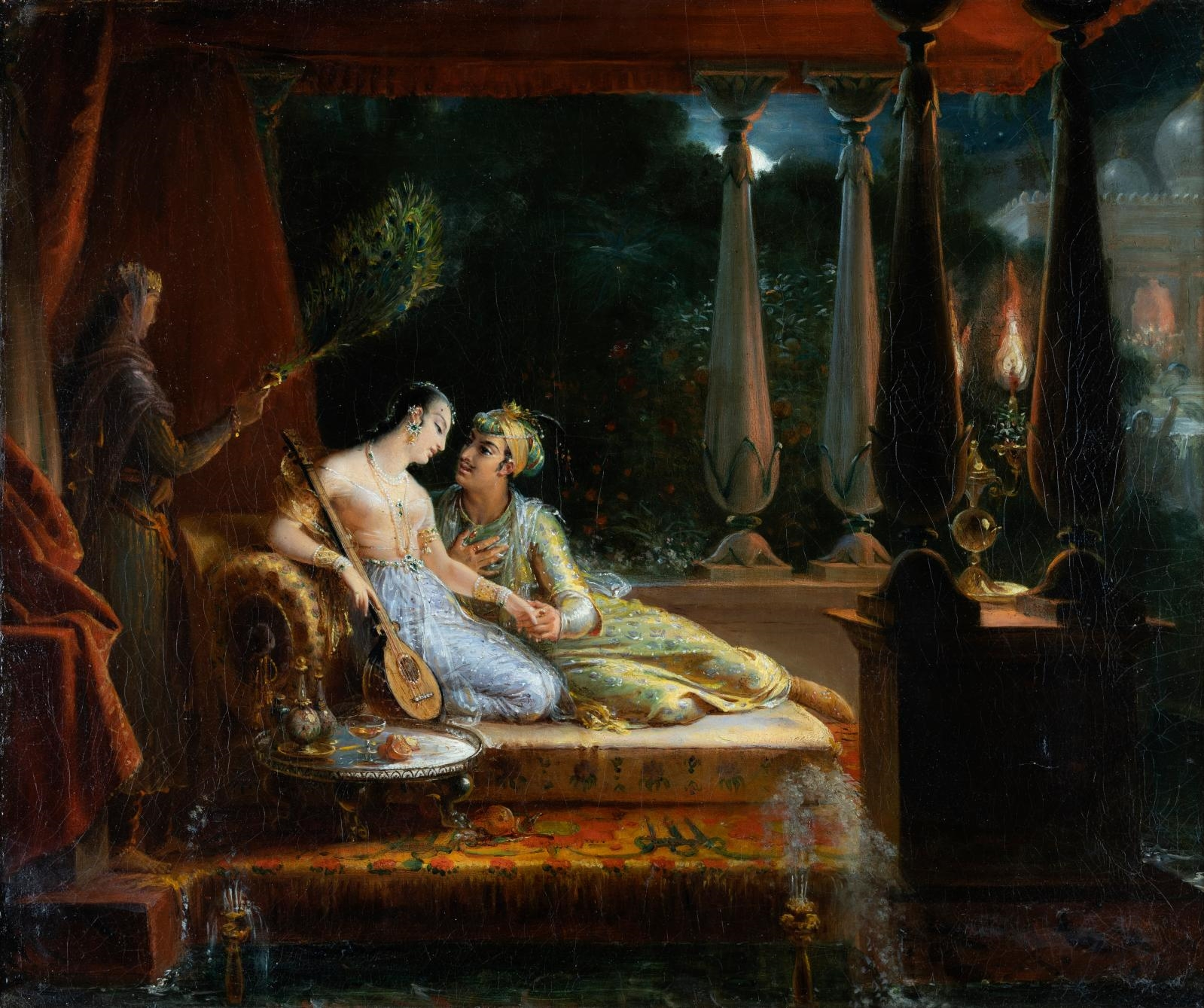
Shéhérazade et Chahriar ou Sujet tiré des Mille et une Nuits, Salon de 1842
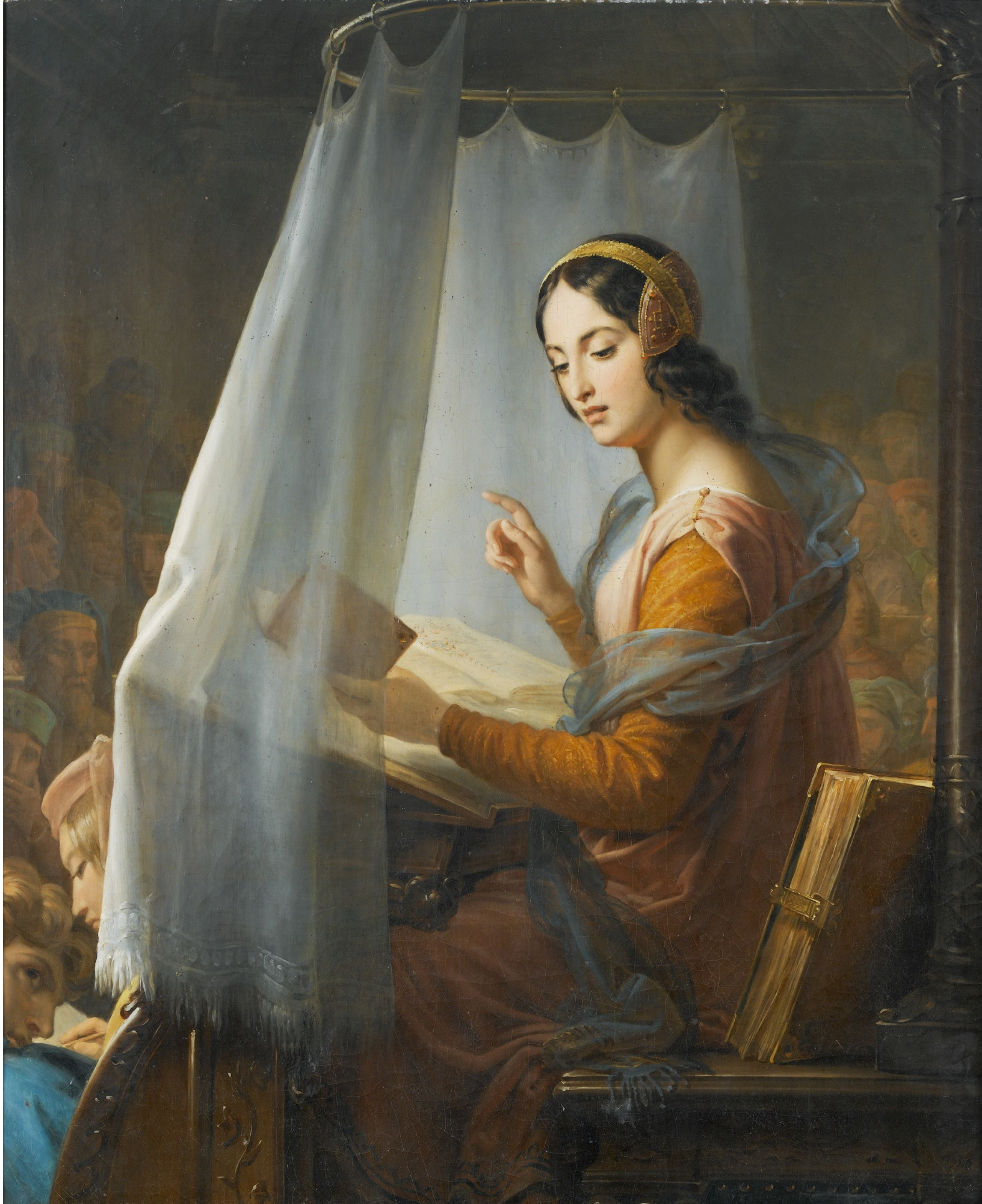
Novella d'Andrea, Salon de 1843.
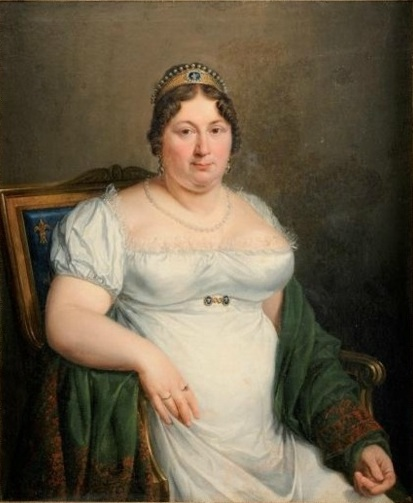
Marie Josephine de Savoie, Comtesse de Provence et reine de France et de Navarre.